# Jahn Reisen
Jahn Reisen ist ein deutscher Reiseveranstalter der Rewe Group (heute DER Touristik Group). Die Touristik der Rewe Group trägt mit 2,97 Milliarden Euro zu 5,8 % zum Gruppenumsatz bei und ist mit einem Marktanteil von 17,89 % Nummer 2 am deutschen Veranstaltermarkt.
 Zwischen 2006 und 2013 firmierten die Pauschalveranstalter der Rewe unter „REWE Touristik GmbH“. Jahn Reisen ist seitdem eine Marke dieses Unternehmens. Seit 2013 firmierten die Pauschalveranstalter der Rewe unter „DER Touristik Köln GmbH“.
Seit Mai 2023 ist Jahn Reisen vollständig in die Marke DERTOUR integriert. Bereits ab Sommer 2023 wurden keine eigenen Jahn-Reisen-Kataloge mehr gedruckt, und die Website jahnreisen.de leitet nun direkt auf dertour.de weiter.

## Geschichte
Am 1. Mai 1979 gründete der damalige Wienerwald-Chef Friedrich Jahn in München den Reiseveranstalter Jahn Reisen. Drei Jahre später verkaufte er die Firma an die Düsseldorfer LTU-Gruppe. 1996 wurde die JAHN REISEN GmbH, München vollständig in die LTU Touristik GmbH & Co. KG integriert. Seit dem 1. Januar 2001 gehört Jahn Reisen zur REWE Touristik Gesellschaft mbH. Im selben Jahr expandierte Jahn Reisen mit seinem Programm auch nach Österreich.
Im Laufe der Jahre entwickelte sich Jahn Reisen zu einem Anbieter mit einem breiten Portfolio: Von Pauschalreisen über Rundreisen, Städtereisen bis hin zu Bade- und Wellnessurlauben. Das Unternehmen war besonders bekannt für qualitativ hochwertige Angebote und individuelle Reisemöglichkeiten, die sich an anspruchsvolle Individualisten richteten.